# Famille de Burlet
Pour les articles homonymes, voir Burlet.
Cette page explique l’histoire ou répertorie les différents membres de la famille de Burlet.

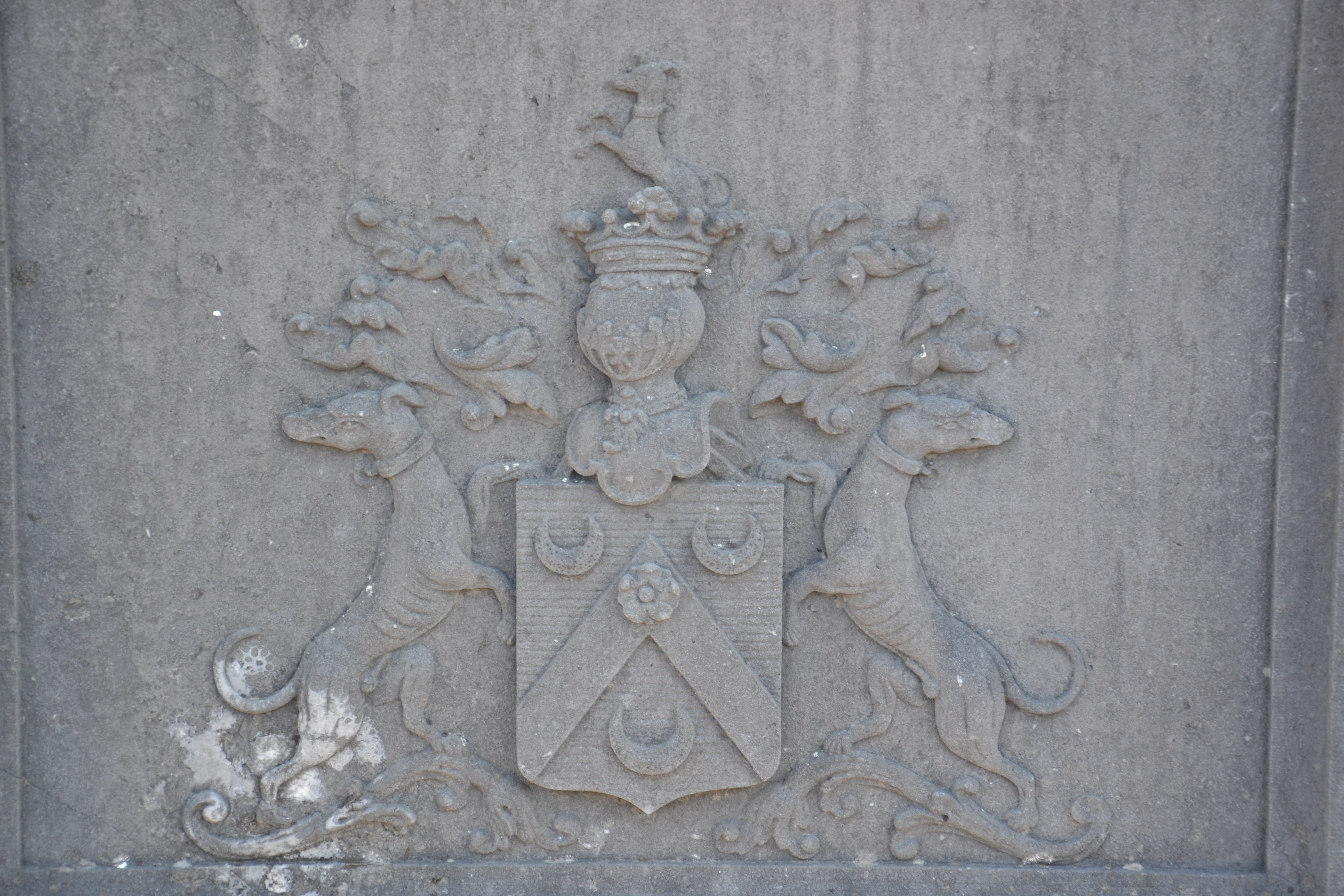
Armoiries de la famille de Burlet

La famille (de) Burlet est une famille belge originaire de Lisogne en pays wallon (comté de Namur) où ses traces remontent à 1586.
Elle s'établit ensuite à Namur où Jacques Burlet (1643-1719), notaire public, est admis à la bourgeoisie. La concession de noblesse est accordée en 1763 et la reconnaissance de noblesse en 1852.
À cette famille appartiennent :
- Lambert Burlet né en 1684, avocat au Conseil de Namur puis au Grand conseil de Malines, anobli en 1760 par l'impératrice Marie-Thérèse[2]. Il est le père de :
  - Lambert Gérard de Burlet (né en 1739), père de :
    - Gérard Antoine de Burlet (1772-1857), père de :
      - Joseph Dieudonné de Burlet (1811-1879), père de :
        - Jules de Burlet (1844-1897), premier ministre (chef de cabinet) en 1894-1896, père de :
          - Georges de Burlet (1871-1899), artiste peintre et docteur en droit[3].
          - Pierre de Burlet (1876-1938), homme politique belge, membre du parti catholique.

        - Constantin-Eugène de Burlet (1846-1925), promoteur des chemins de fer belge.

## Pour approfondir